# Parque de atracciones desaparecido
Se le denomina Parque de atracciones desaparecido a un parque de diversiones que por uno o varios motivos (sean financieros, por accidentes o mala administración) han tenido que clausurarse de forma permanente. Al convertirse en lugares en abandono y blancos para el vandalismo, estos sitios se convirtieron en tendencia para la exploración urbana en el siglo XXI.

## Tipos de clausura

### Competencia
La competencia entre parques temáticos sucede cuando uno de los dos ofrece un mejor servicio y en los casos más comunes, más avance tecnológico. Numerosos parques alrededor del mundo han clausurado por esta razón, porque al ser su "rival" superior en estos ámbitos, la falta de visitantes acaba con el negocio. Este suceso se dio principalmente en Japón durante la década de 1970 y uno de los casos más famosos es el de Chippewa Lake Park en Ohio (Estados Unidos).

### Mala administración / problemas financieros
Algunos parques temáticos no han sido bien administrados económicamente y tienden a cerrar en poco tiempo. Esto se puede dar por el gasto excesivo de atracciones o mejoras en ellas, aunque también puede ser específico, como los problemas de estacionamiento u organización para atender a los visitantes. 
- En el parque de Spreepark en Alemania, la inversión en nuevos juegos y montañas rusas trajo problemas financieros que impedían ampliar el estacionamiento del parque, por lo que las visitas disminuyeron.[3]
- En el parque acuático de Disney's Riverside Country los visitantes tenían problemas para acceder al parque, puesto que se ubicaba en una isla.
- En 2020, el parque de atracciones español Tivoli World entró en concurso de acreedores, con deudas a la Seguridad Social y a la Agencia Tributaria de más de 8 millones de euros. Cerró debido a la problemática añadida de la crisis económica derivada de la pandemia de Covid-19.

### Accidentes
Los accidentes dentro de los parques de diversiones pueden ocasionar muchos problemas y son muy comunes si el lugar no cuenta con medidas de seguridad suficientes. En algunos parques en Asia, principalmente en Okpo Land (Corea del Sur) y Takakonuma Greenland (Japón), personas han perdido vidas y/o las atracciones terminan destruyéndose. En estos casos las visitas se reducen por la inseguridad y los familiares de la víctima del accidente piden compensaciones con altas sumas de dinero.